# Il cavaliere dei Sette Regni
Il cavaliere dei sette regni (A Knight of the Seven Kingdoms) è una raccolta di tre novelle fantasy, scritte da George R. R. Martin e ambientate nel mondo delle Cronache del ghiaccio e del fuoco. Le novelle si focalizzano su due personaggi: Dunk, un cavaliere errante; ed Egg, il futuro re Aegon V della casa Targaryen. I fatti si svolgono nel continente di Westeros, circa 90 anni prima degli avvenimenti narrati nel romanzo Il gioco del trono (A Game of Thrones). La traduzione italiana della raccolta, edita da Mondadori, è stata pubblicata l'8 aprile 2014.

## Racconti
Il primo racconto è Il cavaliere errante. Una storia dei Sette Regni (in originale The Hedge Knight), composto da Martin per l'antologia Legends a cura di Robert Silverberg (Tor Books, 1998). Venne tradotto in italiano per la prima volta da Francesco di Foggia nel 2º tomo dell'edizione italiana di Legends (Sperling & Kupfer, 2002) e riproposto in una traduzione di Giusi Valent nella raccolta personale di George Martin I re di sabbia (Mondadori, 2008).
Il secondo racconto è La spada giurata (in originale The Sworn Sword), pubblicato per la prima volta all'interno dell'antologia Legends II (a cura di Robert Silverberg, Tor Books, 2003), seguito del volume in cui era apparso il primo episodio.
Il terzo racconto è Il cavaliere misterioso (in originale The Mystery Knight), pubblicato per la prima volta nel 2010 all'interno dell'antologia Warriors.

## Trama

### Il cavaliere errante. Una storia dei Sette Regni
In seguito alla morte di ser Arlan di Pennytree, un anziano cavaliere errante, Dunk, il suo giovane scudiero, decide di recarsi al torneo della città di Ashford con la speranza di guadagnarsi la stima dei ricchi lord, e di venir preso a servizio da uno di questi. Lungo il cammino il giovane Duncan incontra Egg, un ragazzino calvo e cencioso che si offre di fargli da scudiero. Dopo aver rifiutato, Dunk continua il suo viaggio, ma ritrova Egg a destinazione, e stavolta, rivedendosi nel ragazzino lo accontenta e lo prende come scudiero. Non appena giunto ad Ashford, nessuno dei lord che ser Arlan aveva servito pare ricordarsi del vecchio cavaliere. Recandosi al castello Dunk interrompe una importante riunione, al castello infatti sono arrivati i principi Baelor e Maekar. Quest'ultimo è adirato per la sparizione di due dei suoi figli, mentre il primo, ricordando ser Arlan come suo avversario in una passata giostra, garantisce a Dunk di poter partecipare al torneo con il nome di ser Duncan l'Alto e un nuovo emblema. Alla fine del primo giorno di giochi, dove scendono in campo i lord più importanti, Dunk per difendere Tanselle, una giovane marionettista, dal violento principe Aerion, lo aggredisce. Dunk rischia di essere condannato alla mutilazione o alla morte per aver colpito un principe Targaryen, a meno che provi la sua innocenza in un verdetto per combattimento, per negargli anche questa possibilità il principe Aerion richiede un "giudizio dei sette", ovvero un'antica forma di giudizio per combattimento che prevedeva lo scontro di quattordici cavalieri (sette per parte). Dunk dovrà quindi trovare sei cavalieri che combattano per lui, e vincere lo scontro, altrimenti verrà condannato a morte. L'impresa non si rivela facile poiché nessuno è disposto a combattere per un povero cavaliere errante di nessun lignaggio contro la famiglia reale. Grazie all'aiuto di Egg, che rivela a Dunk di essere Aegon Targaryen, uno dei fratelli di Aerion, il giorno del torneo Duncan riesce a schierare cinque cavalieri. All'ultimo momento si aggiunge al gruppo il principe Baelor, rendendo possibile il giudizio dei sette. Dopo un lungo combattimento Duncan riesce a mettere al tappeto Aerion, quindi viene dichiarato innocente. Durante lo scontro però il principe Baelor rimane ucciso da un colpo di mazza scagliato da suo fratello Maekar: il regno perde l'erede al trono. Maekar ritiene che Dunk sia responsabile della morte del fratello ma nonostante ciò acconsente a lasciare andare suo figlio Egg insieme a Dunk, per servirlo come scudiero. Vivranno la vita dei cavalieri erranti, e a nessuno verrà rivelata l'identità di Egg.

### La spada giurata
Dunk ed Egg si trovano al servizio del vecchio ser Eustace Osgrey, che abita nel grande torrione diroccato di Standfast. In quel periodo, Westeros è attraversata da una grande siccità. Durante una perlustrazione Dunk scopre che il torrente Acqua Pezzata, appartenente a Standfast è stato prosciugato a causa di una diga costruita dai contadini di Fossofreddo, il maniero vicino, comandato da lady Rohanne Weber detta la Vedova Rossa. Ser Eustace, avvisato dell'accaduto, decide di muovere guerra a Fossofreddo. Sulle terre di Standfast sorgono però solo tre piccoli villaggi, perciò Dunk è costretto ad addestrare il popolino, ottenendo scarsi risultati. Dunk decide perciò di andare personalmente a parlare con la Vedova Rossa. Lady Rohanne rivela a Dunk che in realtà il torrente Acqua Pezzata appartiene a lei, poiché ser Eustace aveva partecipato alla rivolta contro i Targaryen molti anni prima, perciò era stato privato delle terre e dei titoli. Duncan ed Egg affrontano ser Eustace e decidono di abbandonarlo. Ser Eustace decide di attaccare Fossofreddo il mattino seguente, ma viene fermato da Dunk e convinto ad andare a parlamentare con la Vedova. Si decide di affidare il giudizio agli dei attraverso un duello. Ser Eustace sceglie Dunk come campione; lady Rohanne sceglie ser Lucas Lungopollice, un cavaliere che desidera averla in sposa per diventare il lord di Fossofreddo. Lo scontro si risolve con la vittoria di Duncan e la morte di Lungopollice. Ser Eustace e lady Rohanne si riconciliano sulla tomba di Addam Osgrey, il figlio di Eustace un tempo amato da Rohanne, e decidono di sposarsi per governare congiuntamente sui loro territori. Dunk e Rohanne, tra i quali era nel frattempo nata un'attrazione, si accomiatano con un bacio appassionato; il cavaliere, inoltre, porta via come ricordo la lunga treccia di capelli rossi della Vedova.

### Il cavaliere misterioso
Dunk ed Egg decidono di partecipare al torneo che si tiene a Bianchemura, il meraviglioso castello di lord Butterwell, un ricco signore dell'Ovest. Il torneo è stato indetto per il matrimonio del lord Butterwell con una ragazza Frey, in palio viene posto un uovo di drago. Il giorno dopo i festeggiamenti si tengono le quintane. Dunk si scontra con ser Uthor, il cavaliere delle Lumache, e viene gravemente ferito. Al suo risveglio capisce che il torneo è una copertura per una riunione di ribelli facenti capo a Daemon Blackfire, figlio del re illegittimo Daemon I che a sua volta organizzò la rivolta dei Blackfyre. Egg riesce a fuggire con lord Butterwell a Maidenpool. Il mattino seguente da Maidenpool, da Approdo del re e da tutte le terre vicine arriva un esercito comandato dal Primo Cavaliere Brynden Rivers per combattere i traditori. Daemon viene arrestato, i lord ribelli severamente puniti e il castello di Bianchemura viene distrutto.

## Personaggi principali
- Dunk: un giovane ragazzo di meno di vent'anni, viene trovato nel Fondo delle Pulci da ser Arlan di Pennytree, che decide di farne il suo scudiero. Dunk è un ragazzo molto alto per la sua età, misura sette piedi meno un pollice (più di due metri). È un ragazzo semplice dalla mente non molto svelta, lui stesso si ripete in continuazione "Dunk dal cervello fino come le mura di un castello". Alla morte di ser Arlan si auto proclama cavaliere, facendo credere a chiunque di essere stato investito da ser Arlan in punto di morte, e assume il nome di ser Duncan l'Alto. Prenderà come suo scudiero il giovane Egg, destinato a diventare Aegon V l'Improbabile.
- Egg: figlio del principe Maekar, è un ragazzino di circa dieci anni, che presenta i tratti tipici dei Targaryen. Ha gli occhi viola e i capelli biondo-argento. Per non essere riconosciuto dai possibili nemici della corona viaggia con la testa rasata. Possiede una spiccata intelligenza, e un carattere forte tipico dei signori dei Draghi, fatica a tener a freno la lingua per questo viene costantemente ripreso da Dunk.

## Collegamenti con leCronache
Nelle Cronache del ghiaccio e del fuoco appaiono numerosi riferimenti ai racconti.
- Jaime Lannister legge sul Libro Bianco la pagina dedicata a ser Duncan l'Alto.
- Nel Libro Bianco si legge di come ser Barristan Selmy abbia sconfitto Dunk in un torneo. Sempre ser Barristan rivela che Aegon V si sposò per amore, e concesse anche ai suoi figli di farlo, a discapito del reame.
- Maestro Aemon ammette di aver rifiutato il trono in favore di Egg, suo fratello minore, e di essersi arruolato nei Guardiani della notte come maestro in modo tale da non venire coinvolto in eventuali congiure contro di lui. Durante i deliri dovuti alla sua malattia Maestro Aemon nomina svariate volte il fratello. Rivela inoltre che una delle figlie di Aegon aveva sposato un Baratheon ed era dunque la madre di Steffon Baratheon e nonna paterna di Robert, Stannis e Renly Baratheon. Proprio questa parentela ha legittimato la pretesa al trono di Robert.
- Brienne di Tarth senza saperlo fa dipingere nel suo scudo lo stemma di Dunk, poiché lo aveva visto nell'armeria di suo padre. Brienne successivamente incontrerà una ragazza il cui cognome è Heddle, lo stesso di un ribelle ucciso da Dunk: Tom Heddle il Nero.
- Ne Il cavaliere misterioso fa una breve apparizione un giovanissimo Walder Frey.

## Adattamento televisivo
Una serie televisiva di HBO, intitolata A Knight of the Seven Kingdoms, prequel de Il Trono di Spade, è basata sull'opera. Lo stesso Martin è creatore della serie e uno dei produttori esecutivi. La serie è stata ordinata ufficialmente il 12 aprile 2023. Le riprese sono iniziate nel giugno 2024.

## Adattamenti a fumetti
Nell'agosto del 2002, il sito ufficiale di George R. R. Martin ha annunciato che la Roaring Studios, una casa editrice per fumetti, avrebbe curato la realizzazione dell'adattamento di The Hedge Knight. Le illustrazioni sono state affidate a Mike S. Miller, già noto per i suoi lavori con serie famose quali Superman, X-Men e Wolverine. Nel 2004 la casa editrice Italycomics ha pubblicato Il cavaliere errante in italiano.
- 2003 The Hedge Knight, adattamento di Ben Avery, disegni di Mike S. Miller, Roaring Studios (poi Dabel Brothers Productions).

L'adattamento del secondo episodio è apparso negli Stati Uniti sotto le etichette Marvel come miniserie in sei parti, poi raccolte in volume. Si tratta di una coproduzione tra la DBPro e il colosso dell'editoria a fumetti.
- 2007 Hedge Knight II: Sworn Sword, adattamento di Ben Avery, disegni di Mike S. Miller, Marvel Comics[7]